# Tillandsia santosiae
Tillandsia santosiae är en gräsväxtart som beskrevs av Renate Ehlers. Tillandsia santosiae ingår i släktet Tillandsia och familjen Bromeliaceae. Inga underarter finns listade i Catalogue of Life.